# Langiden
Langiden is een gemeente in de Filipijnse provincie Abra op het eiland Luzon. Bij de laatste census in 2007 had de gemeente ruim 3 duizend inwoners.

## Geografie

### Bestuurlijke indeling
Langiden is onderverdeeld in de volgende 6 barangays:
- Baac
- Dalayap
- Mabungtot
- Malapaao
- Poblacion
- Quillat

## Demografie
Langiden had bij de census van 2007 een inwoneraantal van 3.242 mensen. Dit zijn 244 mensen (8,1%) meer dan bij de vorige census van 2000. De gemiddelde jaarlijkse groei komt daarmee uit op 1,09%, hetgeen lager is dan het landelijk jaarlijks gemiddelde over deze periode (2,04%). Vergeleken met de census van 1995 is het aantal mensen met 513 (18,8%) toegenomen.

De bevolkingsdichtheid van Langiden was ten tijde van de laatste census, met 3.242 inwoners op 106,3 km², 30,5 mensen per km².